# Morsbach (Gemeinden Kufstein, Langkampfen)
Morsbach ist ein Ort im Unterinntal in Tirol. Der Ort ist Stadtteil, Ortschaft und Katastralgemeinde der Stadtgemeinde Kufstein, Teile sind Ortschaft der Gemeinde Langkampfen, beide im Bezirk Kufstein.

## Geographie
Das Dorf Morsbach liegt auf 506 m ü. A. westlich des Stadtzentrums Kufstein, am anderen Innufer, außerhalb von Zell und der Inntal Autobahn.
Der Ort liegt in der Innebene, am Fuß des Maistaller Bergs, wo man auf die Marblinger Höhe fährt, die nach Thiersee führt.
Es wurde der Stadt Kufstein eingemeindet. Zur Ortschaft Morsbach der Gemeinde Kufstein gehört das Gebiet um das Dorf, und das Gebiet einen Kilometer südwärts bis zur Anschlussstelle Kufstein Süd.
Zur Katastralgemeinde Morsbach der Stadt Kufstein gehören darüber hinaus auch Teile des Stadtteils Zell mit dem Zeller Berg, Kleinholz und dem Kloster Kleinholz (Maria Hilf), und der Ort Hippichl, der zur Ortschaft Thierberg gehört, sowie die anliegenden Waldungen am Maistaller Berg.
Einige Teile des Orts befinden sich daran südwestlich anschließend im heutigen Gemeindegebiet von Langkampfen und werden ebenfalls als Ortschaft geführt. Es handelt sich um die Weiler Maistall, Pulverturm, Rochenbach und die Rotte Stimmersee mit dem gleichnamigen See. Dieses Gebiet erstreckt sich fast zum Flugplatz Kufstein-Langkampfen.
Morsbach hat sich trotz der Nähe zu Kufstein seinen dörflichen Charakter bewahrt.
Nachbarortschaften und -katastralgemeinden (kursiv):
|                                                    |                                             | Thierberg; KG Thierberg (Gem. Kufstein) |
| Vorderthiersee; KG Thiersee (Gem. Thiersee)        | Kompassrose, die auf Nachbargemeinden zeigt | Zell; KG Kufstein (Gem. Kufstein)       |
| Unterlangkampfen; KG Langkampfen (Gem. Langkapfen) | Endach; KG Kufstein (Gem. Kufstein)         | Weissach; KG Kufstein (Gem. Kufstein)   |

## Politik
Morsbach wurde 1956 eingemeindet; dabei wurden die ebenfalls eingemeindeten Orte Zellerberg und Kleinholz zum Ortschaftsgebiet hinzu genommen. Aufgrund der politischen Eigenständigkeit hat die Ortschaft einen eigenen Ortsvorsteher, derzeit (2011) Josef Wagner, Schwoicherbauer.

## Dorfleben
Morsbach ist durch einen bäuerlichen, ländlichen Charakter geprägt. Den zentralen Ortskern ziert ein Brunnen, welcher früher zur Viehtränke verwendet wurde. In der Weihnachtszeit wird dort die Krippe der Kufsteiner Landjugend aufgestellt. Heute finden am Dorfplatz in unregelmäßigen Abständen kleinere Feste und Veranstaltungen statt. In der Weihnachtszeit veranstaltet die Landjugend regelmäßig den "Morsbacher Advent". Im Jahr 2021 fand erstmals das "Morsbacher Hoamatfestl" statt. 